# Duncan Jones
Duncan Zowie Hayward Jones (ur. 30 maja 1971 w Londynie) – angielski reżyser filmowy, który zadebiutował w 2009 roku filmem Moon.

## Życiorys
Jest synem Davida Bowiego i jego pierwszej żony Mary Angeli Barnett. Urodził się w Szpitalu Beckenham w południowej części Londynu. Dzieciństwo spędził w Berlinie, Londynie i Vevey. Po rozwodzie rodziców opiekę nad dzieckiem objął David Bowie. W wieku 14 lat rozpoczął naukę w prywatnej szkole Gordonstoun. W 1995 roku otrzymał tytuł licencjacki z  filozofii na College of Wooster. Następnie rozpoczął studia doktoranckie na Vanderbilt University, które jednak porzucił na rzecz studiów w London Film School.
W 2006 roku wyreżyserował spoty reklamowe dla French Connection. W 2009 roku miał premierę jego debiutancki film pełnometrażowy, Moon. Zachęcony jego sukcesem, planuje nakręcenie dwóch dalszych filmów w konwencji SF. W roku 2011 odbyła się premiera drugiego filmu Jonesa, Kod nieśmiertelności (Source Code). Nakręcił także film Warcraft: Początek będący filmową adaptacją serii gier komputerowych.

## Filmografia
| Rok       | Tytuł                | Reżyser | Scenarzysta    | Komentarz |
| --------- | -------------------- | ------- | -------------- | --- |
| 2002      | Whistle              | Tak     | Tak            | Film krótkometrażowy |
| 2009      | Moon                 | Tak     | Tak (historia) | BAFTA Award for Outstanding Debut by a British Writer, Director or ProducerBIFA Douglas Hickox AwardGrand Prize of European Fantasy Film in GoldFantastic'Arts Jury PrizeFantastic'Arts Special PrizeHugo Award for Best Dramatic Presentation – Long FormLondon Film Critics Circle Award for Breakthrough British FilmmakerNBR Award for Best Directorial DebutWriters' Guild of Great Britain Award for Best First Feature-Length Film ScreenplayNominacja – British Independent Film Award for Best Director Nominacja – Chicago Film Critics Association Award for Most Promising Filmmaker Nominacja – Evening Standard British Film Award for Most Promising Newcomer Nominacja – London Film Critics Circle Award for Best British Director |
| 2011      | Kod nieśmiertelności | Tak     | Nie            | Nominacja – Hugo Award for Best Dramatic Presentation Nominacja – Ray Bradbury Award |
| 2016      | Warcraft: Początek   | Tak     | Tak            | Pisany razem z Charlesem Leavitt |
| 2018      | Bez słowa            | Tak     | Tak            | Pisany razem z Michaelem Robertem Johnsonem |
| w trakcie | Rogue Trooper        | Tak     | Nie            | |